# Callistocythere fischeri
Callistocythere fischeri is een mosselkreeftjessoort uit de familie van de Leptocytheridae. De wetenschappelijke naam van de soort is voor het eerst geldig gepubliceerd in 1961 door Hartmann.